# Oleksandrivsk
Oleksandrivsk (ukrainsk: Олекса́ндрівськ ukrainsk udtale: [olekˈsɑnd⁽ʲ⁾r⁽ʲ⁾iu̯sʲk]) eller Aleksandrovsk (russisk: Алекса́ндровск russisk udtale: [ɐlʲɪkˈsandrəfsk]) er en lille by i Luhansk Kommune, Luhansk oblast (region) i Ukraine. I 2021 havde byen 6.427 indbyggere.

## Demografiske oplysninger
Modersmål ifølge den ukrainske folketælling 2001:
- Russisk 56.65%
- Ukrainsk 41.73%
- Armensk 1.46%
- Hviderussisk 0.09%